# 椎野美由貴
椎野 美由貴（しいの みゆき、1977年5月28日 - ）は、日本の小説家。埼玉県出身。埼玉大学中退。

## 略歴
元会社員。2002年、第6回角川学園小説大賞に応募した「光の魔法使い」が大賞を受賞。同年12月、同作品を改題した『バイトでウィザード　流れよ光、と魔女は言った』でデビュー。以降、主にライトノベルのレーベルでファンタジー小説を執筆。
2021年現在、出版社勤務の会社員。

## 作風
作風は主としてコミカル調であるが明るさと暗さ、軽さと重さ、笑いと切なさなど一つの作品の中で多くの要素を表現することがある。
どちらかといえばギャグキャラを多く作るが『バイトでウィザード』、『螺旋のプリンセス』共に心に孤独を抱えた主人公を設定している。

## 人物
趣味は絵画を観ることと筋力トレーニング。好きなものは、甘いもの・光るもの・笑うもの・もこもこのもの。好きな場所は、日の当たる場所・路地裏（に続く大通り）・空が見渡せる場所。尊敬する人物はナポレオン・ボナパルト。他に武豊や倉木麻衣、堀井雄二などの名もあげている。
小学生のころはファミコンが好きだった。好きな作品として「オホーツクに消ゆ」を挙げている。

## 作品リスト
- バイトでウィザードシリーズ（イラスト：原田たけひと、2002年 - 、角川スニーカー文庫）
- 螺旋のプリンセスシリーズ（イラスト：瀬田ヒナコ、2007年 - 、角川スニーカー文庫）（イラスト：杏堂まい、2014年 - 、小学館ジュニア文庫）
- キララの家（イラスト：よしづきくみち、「ザ・スニーカー」2004年10月号に掲載した読み切り短編小説。未単行本化）
- バイトで螺旋のウィザードとプリンセス[8]（2013年 web小説）
- バイトでウィザード　完結章[9]（2014年 web小説）
- バイトでウィザード－光の魔法使い－（2015バージョン）[10]（2015年 web小説）